# ドレスデン絵文書

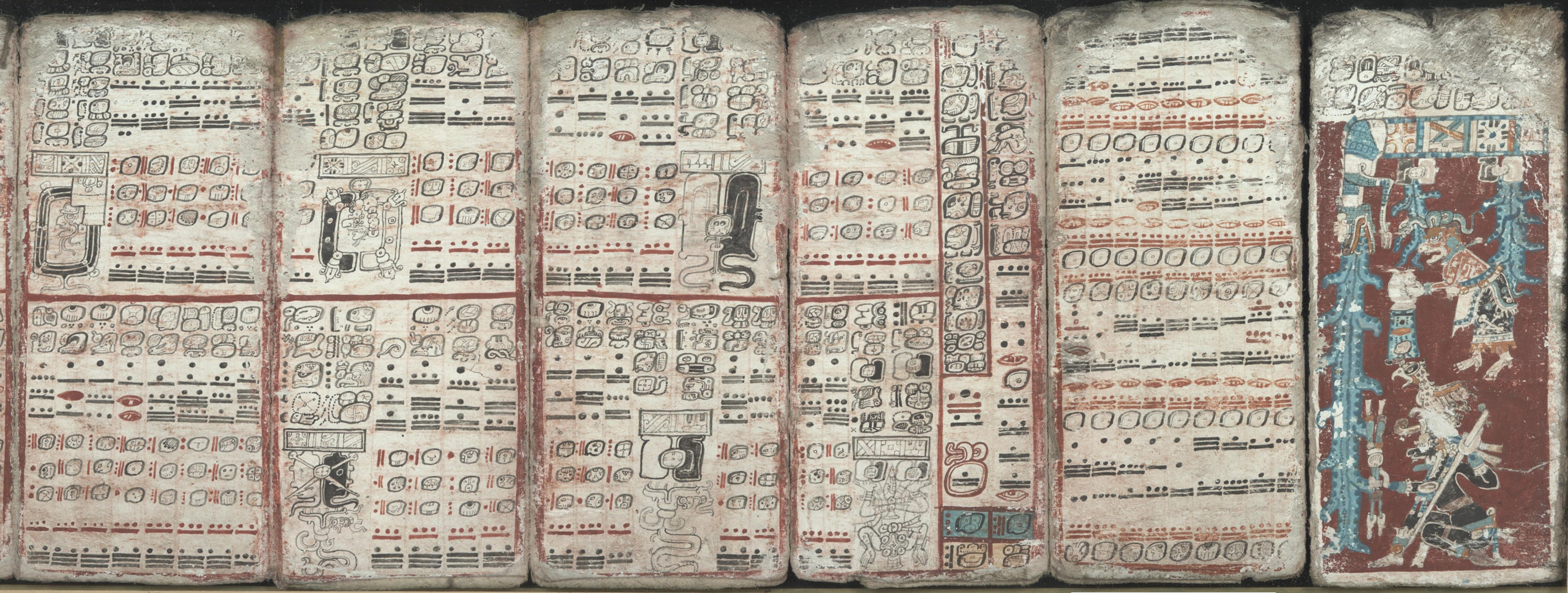
『ドレスデン絵文書』より55-59,74ページ。日食・月食の表（左）、乗算表、洪水（右端）

『ドレスデン絵文書』（ドレスデンえぶんしょ、英語: Dresden Codex）は、マヤの書物である。南北アメリカでもっとも古い本であり、13世紀から14世紀のものとされる。このコデックスがドイツのドレスデンで見つかったためにこの名がある。ザクセン州立図書館兼ドレスデン工科大学図書館の博物館が所蔵する。
アマテに書かれており、縦20センチメートルで蛇腹折りの形式で書かれ、引きのばすと3.7メートルの幅になる。マヤ文字で書かれ、筆写時期より300-400年前の原文を記している。第二次世界大戦で水に漬かり、深刻な損傷を受けた。

## 概要
『ドレスデン絵文書』は78ページからなり、装飾的な表紙が前と後ろについている。大部分は裏表両面に文章が書かれている。赤い顔料で枠が描かれているが、多くのページでは経年劣化によって枠が消えている。1つのページは通常上下に3つの部分に分けられており、学者は便宜的にa、b、cと名付けている。一部のページは2つの部分しかなく、逆に4ないし5部分に分かれるページもある。各部分は通常赤い縦線で仕切られた2つから4つの列に分けられる。
『ドレスデン絵文書』は新世界におけるスペイン異端審問を生きのびた4つのマヤ絵文書のひとつである。マヤの絵文書はどれもほぼ同じ大きさであり、だいたい縦20センチメートル、横10センチメートルである。
絵と文字は熟練した技術者によって筆と植物性顔料を使って書かれている。多くのページでは黒と赤が主に使われている。一部のページでは黄色・緑・マヤブルーで塗られている。書き手は8人おり、それぞれ書き方、字体、主題が異なっている。

## 歴史

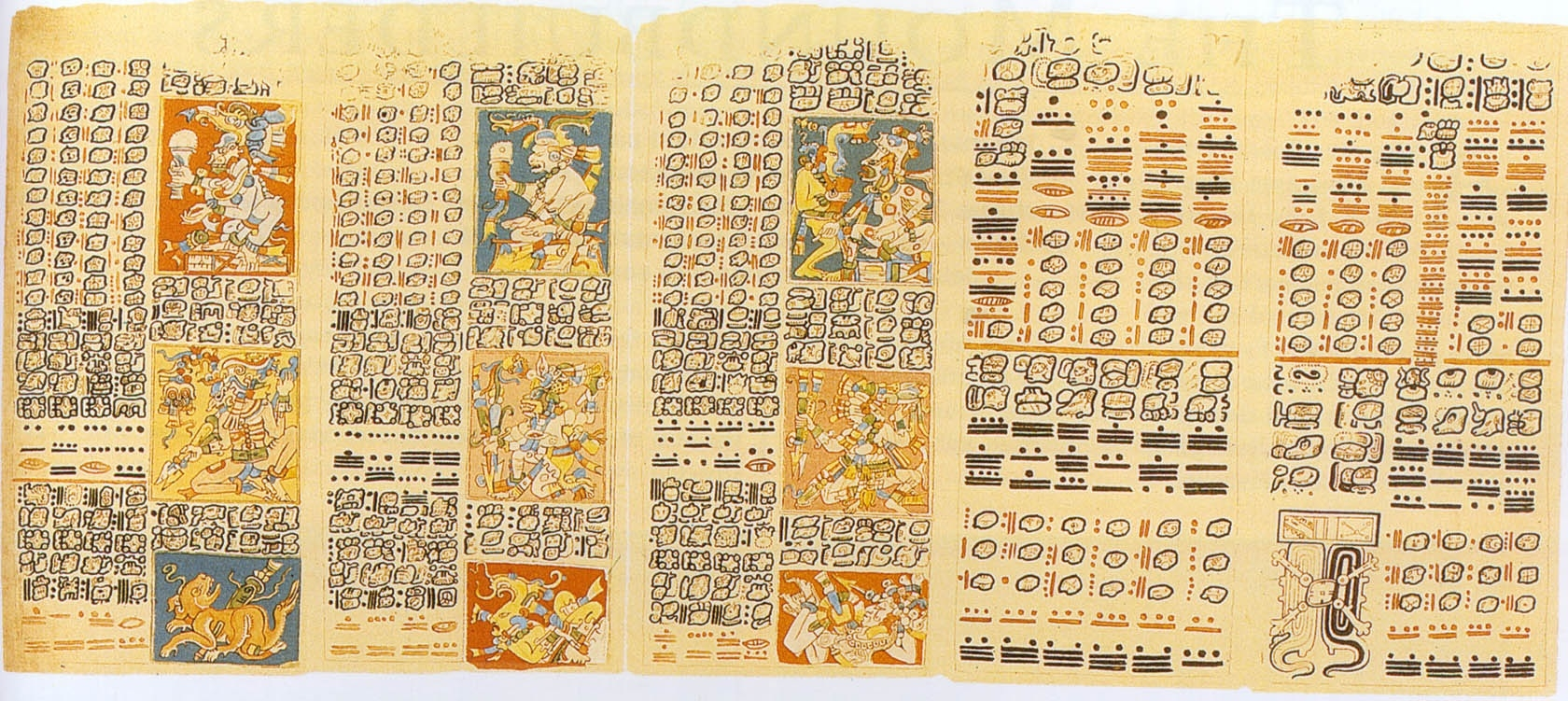
フンボルトによる1811年の書物にドレスデン絵文書からの5ページの複製が載っている

ジョン・エリック・シドニー・トンプソンによると、『ドレスデン絵文書』はメキシコ東南部のユカタン半島で作られた。マヤ歴史学者のピーター・J・シュミット、メルセデス・デ・ラ・ガルサ、エンリケ・ナルダはこの説の正しさを確認している。トンプソンはさらにこの絵文書に見えるいくつかのシンボルがチチェン・イッツァ一帯にしか見られないために、この地が出所だろうと推定し、天文表もこの説を裏付けるだろうとした。トンプソンによればユカタン半島の人々が1200年ごろに天文の研究を行ったことが知られる。またトンプソンによれば、チチェン・イッツァにおける同様の土器の生産が13世紀前半に終了したことがわかっている。イギリスの歴史学者クライブ・ラグルズ (Clive Ruggles) は何人かの学者の分析にもとづいて、ドレスデン絵文書が既存の本を筆写したものであり、原本は12-14世紀に書かれたものとした。トンプソンは期間をより限定して1200年から1250年の間とした。マヤ考古学者のリントン・サターウェイトは1345年以前の作とした。『ドレスデン絵文書』は南北アメリカ最古の書物である。
ドイツの神学者でドレスデン王立図書館長だったヨハン・クリスティアン・ゲッツェ (de:Johann Christian Götze) はイタリア旅行中の1739年にウィーンの個人から絵文書を購入した。トンプソンの考えによれば、絵文書はメキシコ総督エルナン・コルテスがカール5世に贈ったものである。コルテスは、カール5世がウィーンにいた1519年に文書ほかのマヤの品物を贈っている。
アレクサンダー・フォン・フンボルトは『ドレスデン絵文書』の47・48・50-52ページの複製を1811年の地図帳『アメリカ大陸山岳誌と先住民モニュメント』(Vues des Cordillères et Monuments des Peuples Indigènes de l'Amérique)に載せた。これが『ドレスデン絵文書』が出版されたはじめである。絵文書全体はキングズボロー卿が1831年に出版した『メキシコの古物』(Antiquities of Mexico)で最初に出版された。1828年にコンスタンチン・サミュエル・ラフィネスクはこの書物の文字がパレンケの碑文に似ていることから、絵文書がマヤのものだと指摘した。歴史学者のサイラス・トーマスは絵文書がマヤ暦の260年の周期(Ahau Katun)と1年の365日に関連するとした。ラグルズはマヤ人が260日の暦を天体とくに火星と金星に結びつけていることを示した。
『ドレスデン絵文書』はマヤ文字の解読の鍵となる役割を果たした。ドレスデン図書館員であったエルンスト・フェルステマンは1880年に絵文書の最初の完全な複写を出版した。フェルステマンは絵文書の暦の部分と、そこに使われているマヤ数字を解読した。フェルステマンは絵文書中の数字、神々、日の名前がマヤ暦および長期暦と関係することを明らかにした。1950年代にユーリー・クノロゾフはランダのアルファベットを元に絵文書の音声的な解読を試みた。同じ方法は1980年代に他の学者によって継承され、この方式にもとづいてさらに解読が進んだ。
パウル・シェルハスは1897年（1904年英訳）において、絵文書に登場する神々にアルファベット1文字からなる識別符号を与えた。シェルハスによる中立的なシステムによる神の識別は、後のマヤ研究者の踏襲するところとなった。

## 内容
絵文書は10章に分けられる。

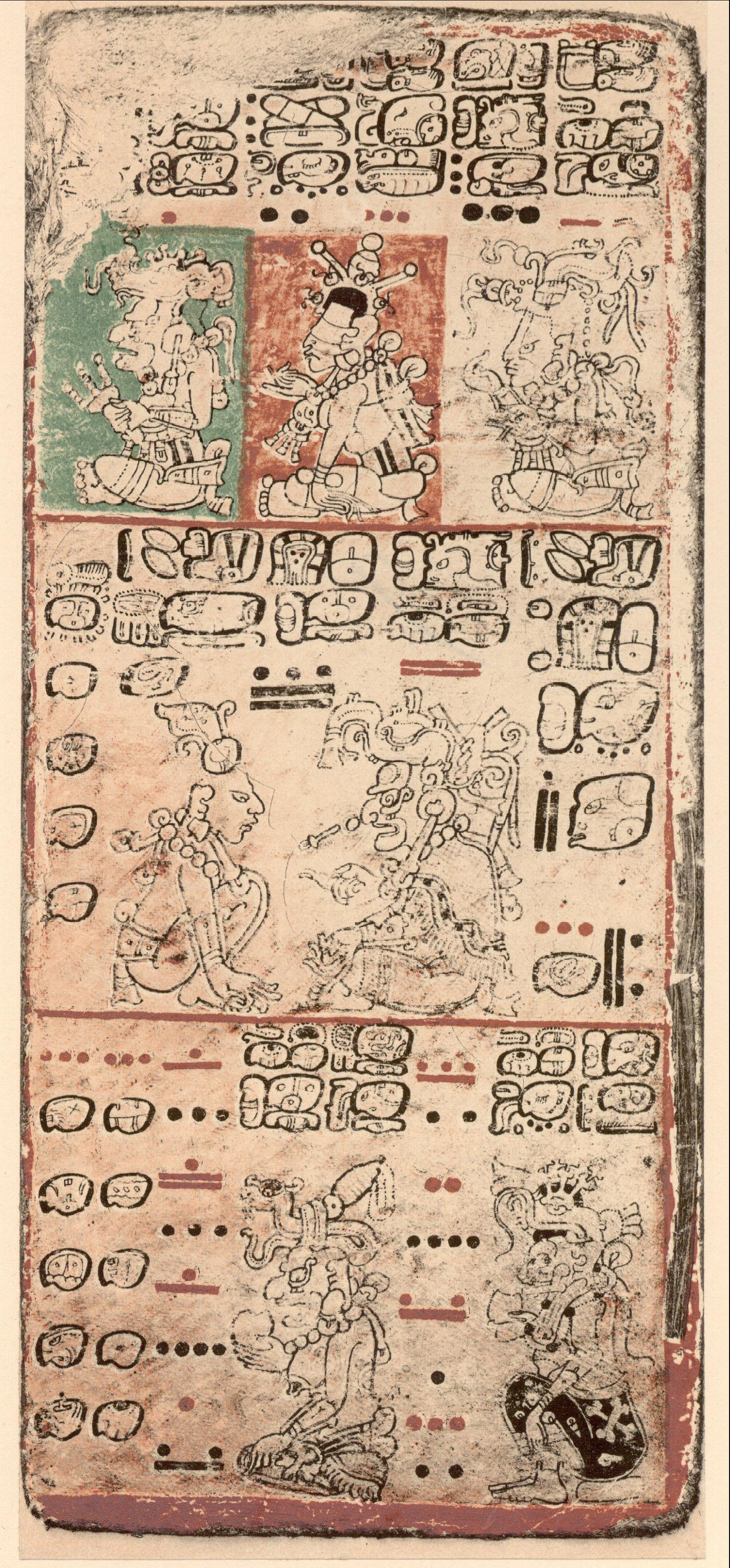
フェルステマンによる複製 p.9

1. 序。神々の衣装(pp.1-2)、フン・アハウへの犠牲(p.3)、神々への祈願と神託の準備(pp.4-15)。
2. 月神イシュ・チェルの暦(pp.16-23)。イシュ・チェルは癒しの神であり、また病気をもたらす。
3. 金星表(pp.24,46-50)。金星神の図像と情報。584日の金星の会合周期を使い、312年にわたって金星の明けの明星または宵の明星としての現れ方を記す。金星は攻撃的な神と考えられており、おそらく軍事行動の成否を計算するために用いられた。
4. 日食と月食の表(pp.51-58)。マヤ人は食を不吉で危険なものと考え、祭儀や犠牲によってその影響を避けようとした。
5. 78の乗算表(pp.58-59)。78という数にどのような意味があったかは不明である。
6. カトゥンの予言(p.60)。カトゥンの終わりに起きる災害について。マヤ暦においてカトゥンは約20年の周期で、13カトゥン（256年あまり）で一周する。周期の終わりは飢饉・旱魃・地震のような災害と結びつけられていた。4つの空白のページを含む絵文書の裏面の最初の部分である。
7. 蛇の数字(pp.61-62)と世界の柱(pp.63-73)。蛇の数字は約3万年間に起きる神秘的な出来事を示す。その後には世界の柱について、および雨の神であるチャクのさまざまな現れについて記す。マヤにおいて時間の起源は雨の起源と結びついていた。ここでは古典期マヤのパレンケやティカルの碑文と同じ用語が用いられている[30]。
8. 大洪水(p.74)。洪水による宇宙的災害を描写している。マヤの伝統に従い、現在の世界の滅亡は、過去に存在した3つの世界の滅亡によって予言されている。
9. 新年の祭り(pp.25-28)。ハアブの最後の5日に王と神官が行う祭儀について記す。新年の祭りは破壊された世界の象徴的な再創造と考えられていた。
10. 農業の予言暦(pp.29-41)、雨の神と火星の運行(pp.42-45)。予言暦は天候や収穫について述べる。42-45ページは雨の神の旅と、780日の周期をもつ火星の動きを記す短い節である。最後のページの最後の部分には91の乗算表があるが、この数字の意味は不明である[30]。

## 劣化とページづけ

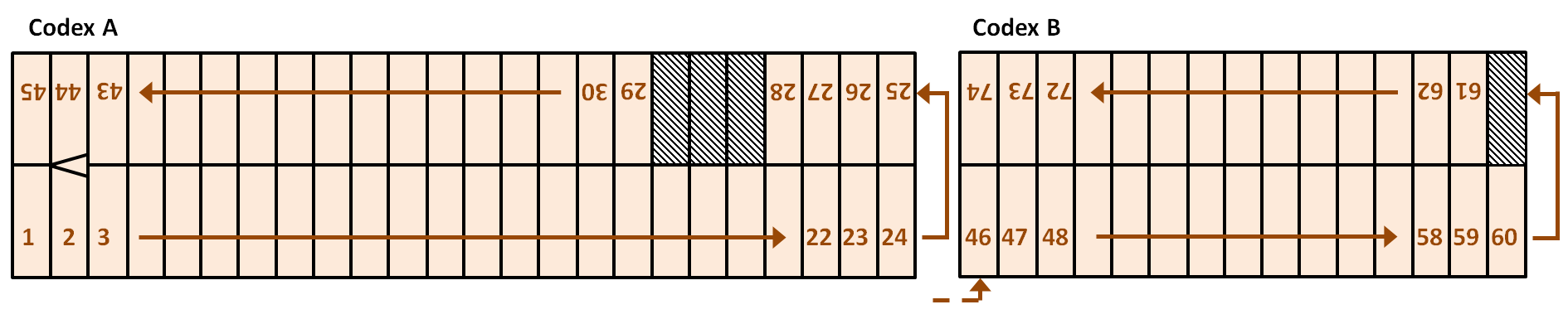
アリオによる最初のページづけ

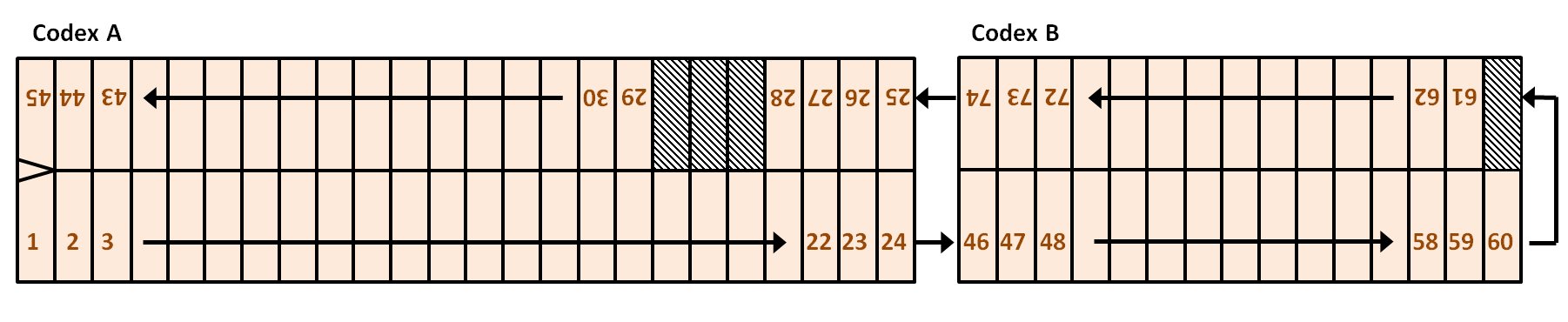
正しい読み順

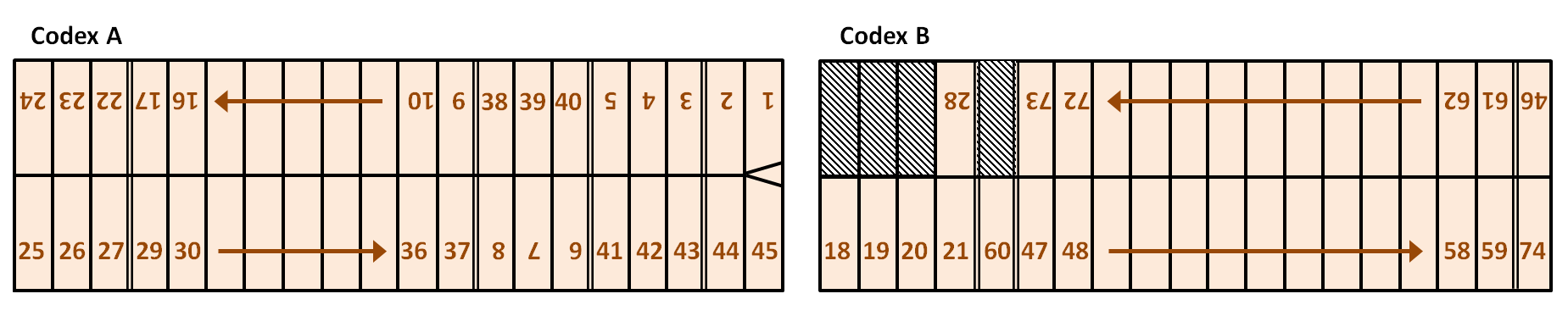
1945年以後の順序

イタリアの芸術家で銅版技術者のアゴスティーノ・アリオは、キングズボロー卿の1831年の著書『メキシコの古物』のために絵文書の複製を作成した。その後絵文書は取扱いや日光・湿気のために劣化した。第二次世界大戦中のドレスデン爆撃では絵文書を保存していた地下室が洪水になり、大きな被害を被った。ドイツの歴史学者J・ツィマーマンによれば、とくに2・4・24・28・34・38・71・72において被害が甚だしい。これによっていくつかの文字は読めなくなってしまった。現在の絵文書をキングズボロー卿やフェルステマンの複製と比較するとこのことは明らかである。
現在のページ番号は1825-1826年にアゴスティーノ・アリオが複製を作成するときにつけられた。アリオは絵文書を2つの部分に分け、それぞれに絵文書A・絵文書Bと名付けた上で、Aの表・Aの裏・Bの表・Bの裏の順に番号を振った。今日、歴史学者のヘルムート・デッカートやフェルディナント・アンダースらは絵文書が実際にはまず表を全部読んで、それから裏に移るべきだと考えている。つまり、ページ1-24→46-74→25-45の順に読まれる。エルンスト・フェルステマンは絵文書解読中にアリオのページ番号の誤りに気付き、p.1とp.45、p.2とp.44の番号を修正した。1945年のドレスデン爆撃による水害のために絵文書を乾かしてガラス棚に戻すときにさらにページ順が変わり、現在ではp.6とp.40、p.7とp.39、p.8とp.38が逆になっている。

## 関連文献
- Bricker, V.R. (2007). Literary continuities across the transformation from Maya hieroglyphic to alphabetical writing. Proceedings of the American Philosophical Society, 151(1), 27-42.
- Houston, Stephen D. (2001) - The Decipherment of Ancient Maya Writing, University of Oklahoma Press, ISBN 978-0-8061-3204-4
- Van Stone, Mark (2008). "It's Not the End of the World: What the Ancient Maya Tell Us About 2012." Located online at the Foundation for the Advancement of Mesoamerican Studies website.
- Facsimile: Codex Dresdensis, Akademische Druck- u. Verlagsanstalt (ADEVA) Graz 1975, Colour facsimile edition of the Maya-MS in possession of Sächsische Landesbibliothek, Dresden. 78 pp. (74 with inscriptions), size: 205 x 90 mm, total length 3,56 m, in leporello folding. Encased in box with leather spine. Commentary: With contributions by F. Anders and H. Deckert; 93 pp. introduction, 39 pp. with black-and-white reproduction of the codex, 10 colour plates. CODICES SELECTI, Vol. LIV